# Fioretta Dolfi
Fioretta Dolfi, nome d'arte di Marcella Bersini (Genova, 19 ottobre 1920 – ...), è stata un'attrice italiana.

## Biografia
È stata un'attrice attiva nel triennio tra il 1942 e il 1944.
Esordì poco più che ventenne, partecipando a soli quattro film di cui due come protagonista femminile.
Il suo esordio sullo schermo avviene nel 1942 nel film La donna è mobile di Mario Mattoli accanto a Ferruccio Tagliavini.
Il secondo ruolo da protagonista fu nel film L'avventura di Annabella di Leo Menardi del 1943 con Maurizio D'Ancora.
Sempre nel 1943 recitò nel film Apparizione di Jean de Limur con Alida Valli, Massimo Girotti e Amedeo Nazzari.
Chiude la sua breve carriera dopo aver recitato nel film Il fiore sotto gli occhi di Guido Brignone del 1944 accanto a Claudio Gora e Mariella Lotti.

## Filmografia
- La donna è mobile, regia di Mario Mattoli (1942)
- L'avventura di Annabella, regia di Leo Menardi (1943)
- Apparizione, regia di Jean de Limur (1944)
- Il fiore sotto gli occhi, regia di Guido Brignone (1944)